# Flow Joe
Flow Joe è un singolo dell'album di debutto di Fat Joe.